# Œuvre des saints-anges
 (octobre 2020).
Si vous disposez d'ouvrages ou d'articles de référence ou si vous connaissez des sites web de qualité traitant du thème abordé ici, merci de compléter l'article en donnant les références utiles à sa vérifiabilité et en les liant à la section « Notes et références ».
Pour les articles homonymes, voir Saints-Anges (homonymie).
L'Œuvre des saints-anges est une association caritative française fondée en 1844,.
Elle est présidée depuis le 31 mars 1999 par la baronne Maria Elena de Saint-Didier.

## Historique
L'Œuvre des Saints Anges fut fondée par madame Tisserant en 1844, afin de recueillir des petites filles pauvres, orphelines ou délaissées. Elle fut ensuite présidée par le médecin Paul Dubois puis par sa veuve, la baronne Dubois et dirigée par les Sœurs de Marie-Joseph.
Initialement située 7 passage Dulac, 183 rue de Vaugirard, à Paris, le but de l'institution était de les éduquer, de les instruire et de les intégrer au monde du travail. Conformément aux statuts, outre son devoir d'assistance et d'éducation, l'Œuvre se devait d'assurer à ses protégées :
- instruction primaire ;
- formation professionnelle ;
- travail convenable ;
- patronage à vie ;
- hébergement en cas de chômage.

En 1861, par décret impérial du 25 décembre, Napoléon III reconnut l'Œuvre des Saints Anges comme établissement d'utilité publique,. En reconnaissance, sa présidente, la baronne de Saint-Didier organisa un gala annuel de bienfaisance sur le thème de l'Empire,. À cette époque déjà, l'institution assurait l'hébergement, l'éducation et la formation de 80 enfants. L’action de l’Œuvre atteint son apogée sous la présidence de Luisa Amé de Saint-Didier. C’est en 1886 que l’Œuvre acheta un immense terrain au 6/8, rue de Vouillé et fit  construire son nouvel orphelinat. Ces nouveaux locaux permirent à l’Œuvre d’améliorer et de développer son action en faveur des jeunes filles pauvres, orphelines ou délaissées. L'immeuble sis 8 rue de Vouillé Paris 15ème  est toujours la propriété de l'Oeuvre des Saints Anges (L'immeuble au no 2 a toutefois été vendu en 1888).
Le 4 mai 1897, le terrible incendie du Bazar de la Charité frappa durement l'institution. Plusieurs bénévoles périrent brûlées alors qu'elles vendaient pour l'orphelinat des Saints-Anges, au comptoir N°17, dans le cadre de ce grand rassemblement annuel des œuvres de bienfaisance. Ce fut le cas de la présidente, la baronne douairière de Saint-Didier (80 ans), de sa nièce, la baronne Maurice de Saint-Didier (39 ans), de Madame Edmée Legrand (63 ans) et de Mademoiselle Élodie van Burveliet (20 ans). D'autres membres de l'association furent gravement brûlés.
L’Œuvre des Saints Anges, réussit à surmonter cette catastrophe et compte aujourd’hui parmi les rares institutions présentes au Bazar de la Charité encore en activité.
En 1960, elle participe à la création de l'école des Saint-Anges, qui accueille des enfants souffrant de troubles du développement. L’école ferme à l’été 2022,,.
En 1999, l’Œuvre a mis sur pied un programme d’activités éducatives et culturelles en faveur des enfants des centres aérés. Plus de 3 000 enfants, de 4 à 12 ans, bénéficient chaque année de ces activités.
En 2000, l’Œuvre des Saints Anges a lancé une action de parrainage des jeunes talents francophones, afin d’aider les jeunes artistes à se perfectionner et à intégrer le monde du travail. Le Prix Lyrique et le Grand Prix de Peinture, décernés tous les deux ans par des jurys professionnels, font partie de ce programme de bourses.